# 9K34 Strzała 3
9K34 Strzała 3 (kod NATO: SA-14 Gremlin) – przenośna wyrzutnia rakietowych pocisków przeciwlotniczych z naprowadzaniem termicznym. Jest następcą szeroko znanej 9K32 Strzała 2. System składa się z wyrzutni rurowej wielokrotnego użytku 9P59, baterii i zbiornika gazu 9P51 oraz rakiety 9M36-1. W wersji stosowanej w marynarce wojennej, system znany jest w NATO jako SA-N-8 Gremlin.

## Użytkownicy
Aktualni użytkownicy
- Algieria
- Angola
- Armenia
- Bułgaria
- Cypr
- Egipt
- Etiopia
- Ghana

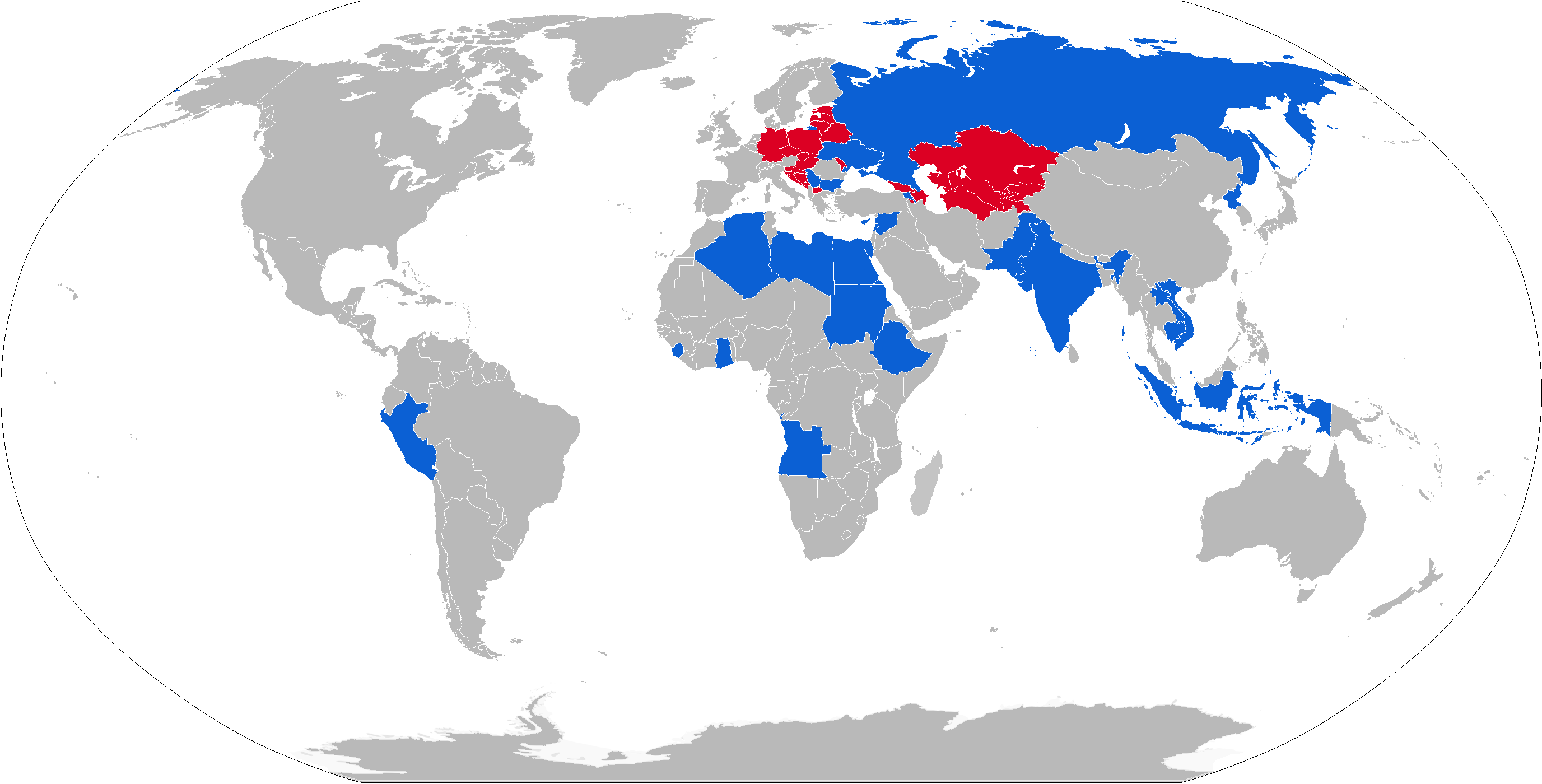
Aktualni - niebieski ,Czerwony - byli

- Gruzja - Użyte w Gruzińskiej Wojnie Domowej[1]
- Indonezja
- Indie
- Kambodża
- Korea Północna
- Laos
- Liban
- Libia
- Maroko
- Pakistan
- Peru
- Rosja
- Sierra Leone
- Serbia - 600
- Sudan
- Syria
- Ukraina
- Wietnam

Byli użytkownicy
- Czechosłowacja - Nigdy nie trafiły do służby[2]
- Irak
- Jugosławia
- NRD - Nigdy nie trafiły do służby[2]
- Polska - Nigdy nie trafiły do służby[2]
- Węgry - Nigdy nie trafiły do służby[2]
- ZSRR